# Riumayou (rivière)
Pour les articles homonymes, voir Riumayou (homonymie).
Le Riumayou est un affluent gauche du Luy, dans le département français des Pyrénées-Atlantiques.

## Géographie
Le Riumayou prend sa source à hauteur de Doumy dans les Pyrénées-Atlantiques et se jette dans le Luy à Louvigny. Sa longueur est de 11,4 km.

## Départements et communes traversés
- Pyrénées-Atlantiques : Bournos, Doumy, Fichous-Riumayou, Lonçon, Louvigny, Séby.